# 電通コンサルティング
株式会社電通コンサルティング（でんつう - ）は、電通が設立した経営戦略コンサルティング会社。

## 概要
前身となる電通ネットイヤーアビームにおいて開発された「ロジカルな問題解決力」と「クリエイティブな発想力」を融合させた独自のコンサルティングの方法論を継承し、成長戦略の立案、新規事業の開発、新販売モデルの構築といった経営課題の解決を支援している。クライアントは日本を代表する企業が多数。また近年はセミナーを中心とした情報発信を積極的に行っている。

## 沿革
- 2002年（平成14年）2月 - 電通国際情報サービスとアビームコンサルティングの出資によるITマーケティング・コンサルティング会社内にコンサルティングチームを設立。
- 2006年（平成18年）11月 - 電通イーマーケティングワン、ネットイヤーグループ、アビームコンサルティングの三社の出資により電通ネットイヤーアビームを設立。
- 2010年（平成22年）7月 - 電通ネットイヤーアビームの全株式を電通が取得し、電通コンサルティングを設立。
- 2011年（平成23年）3月 - 大阪市北区に大阪オフィスを開設。

## イベント・出版
- 2011年4月
  - 電通グループ　経営コンサルティング・セミナー「『業態変革のイノベーション』～マーケティング・ドリブン・ビジネス・デザイン～」開催
- 2012年4月
  - 電通グループ　経営コンサルティング・セミナー「成長戦略のためのカテゴリー・イノベーション」開催